# Eunícides
Els eunícides (Eunicida) són un ordre d'anèl·lids poliquets de la subclasse Errantia.

## Característiques
Els eunícides tenen el cos allargat i amb nombrosos segments. El prostomi pot tenir apèndixs. Presenten unes mandíbules quitinoses complicades amb diverses peces. Els parapodis són sesquirramis, amb el notopodi normalment reduït a acícules.

## Taxonomia
L'ordre Eunicida inclou 1409 espècies en sis famílies:
- Família Dorvilleidae Chamberlin, 1919
- Família Eunicidae Berthold, 1827
- Família Hartmaniellidae Imajima, 1977
- Família Lumbrineridae Schmarda, 1861
- Família Oenonidae Kinberg, 1865
- Família Onuphidae Kinberg, 1865